# Линвальд, Аксель
Аксель Линвальд (дат. Axel Linvald; 8 января 1886, Копенгаген — 31 октября 1965) — датский историк и руководитель национального архива.
Сын школьного инспектора. Вырос в Южной Ютландии. В 1904 году окончил гимназию имени Шниклота. В 1910 году начал под руководством Оге Фриса собирать материалы для диссертации на соискание степени магистра по истории юга Ютландии, однако его работа была прервана в 1914 году началом Первой мировой войны (поскольку материалы он собирал и на германской территории). В это же время он сотрудничал в газете Politiken, где писал статьи об истории Южной Ютландии.
В 1912—1922 годах Линдвальд работал помощником руководителя Национального архива и предпринял ознакомительные поездки в Стокгольм (1911), Берлин, Женеву и Париж (1913). В 1923—1924 годах редактировал журнал Historiske Meddelelser om København. В 1923 году попытался получить докторскую степень в Копенгагенском университете, однако его работа была отклонена, несмотря на протесты университетской общественности. Тем не менее в 1923 году он смог стать секретарём, а в 1931—1948 годах был членом комиссии Академии наук по изучению источников датской истории, сохранившихся в частных собраниях. В 1932—1943 годах был главным редактором исторического журнала Historisk Tidsskrift. Во второй половине 1930-х годов входил в большое количество датских исторических, культурных и мемориальных обществ. С 1934 по 1956 год возглавлял Национальный архив страны. В 1954 году стал почётным доктором Орхусского университета. В 1950—1956 годах входил в Датское общество стандартизации.
Его научные интересы лежали в области истории сельского хозяйства и, в большей степени, административного управления в районе Южной Ютландии. Наиболее известные работы: «Kronprins Frederik og hans Regering 1797—1807» (1923); «Kong Christian VIII: den unge prins (3. dele, Den unge Prins 1786—1813» (1943); «Norges Statholder 1813—1814» (1952); «Før Eidsvoldgrundloven» (1965).